# Apogon pallidofasciatus
Apogon pallidofasciatus är en fiskart som beskrevs av Allen, 1987. Apogon pallidofasciatus ingår i släktet Apogon och familjen Apogonidae. Inga underarter finns listade i Catalogue of Life.